# Majka Domovina
Majka Domovina (ruski: Родина-мать) ime nekoliko golemih spomenika u različitim gradovima bivšeg Sovjetskog Saveza. Svi su posvećeni sovjetskoj pobjedi u Velikom domovinskom ratu (tim imenom se u SSSR-u podrazumijevao rat Sovjeta u sklopu Drugog svjetskog rata). Najstariji takav spomenik je na Piskarevskom spomen-području i groblju u Petrogradu u Rusiji. Svečano je otvoren 1960. godine, a posvećen je svima poginulima i stradalima u vrijeme Lenjingradske opsade. 
Najpoznatiji je Majka Domovina zove! (Родина Мать зовёт!), monumentalni spomenik sovjetskog kipara, crnogorskog podrijetla, Eugena Vučetića posvećen Staljingradskoj bitci. Svečano je otvoren 1967. godine. Ovu izuzetno zahtjevnu konstrukciju 52 metara visoku i 7900 tona tešku postavio je Nikolaj Nikitin. Ako se mjeri od vrha mača do podnožja, veličina iznosi 85 metara. Spomenik se nalazi na Mamajevom humku u današnjem Volgogradu (nekadašnjem Staljingradu), mjestu gdje su se za vrijeme Staljingradske bitke odigrali jedni od najtežih sukoba njemačkih i sovjetskih snaga. 
Spomenik predstavlja ženski lik koji odlučno hrli naprijed s podignutim mačem. U umjetničkom smislu spomenik predstavlja suvremenu interpretaciju Nike, antičke boginje pobjede. S izgradnjom spomenika se krenulo u svibnju 1959. godine, a svečano je otvoren 15. studenog 1967. U ono je vrijeme to bila najviša skulptura na svijetu. Restauracijski zahvati su se na glavnoj skulpturi provodili dva puta (1972. i 1986.).   
I u Kijevu u Ukrajini se nalazi također jedan spomenik Majke Domovine podignut u spomen na Veliki domovinski rat. Spomenik je 62 metara visok, sveukupno s postoljem visina iznosi 102 metra. Kijevski spomenik Majka Domovina se nalazi nedaleko Dnjepra i dio je Nacionalnog muzeja povijesti Velikog domovinskog rata 1941.—1945. Cijeli kompleks je 1981. godine otvorio tadašnji sovjetski generalni sekretar Leonid Brežnjev. U jednoj ruci žena drži 16 metara velik i 9 tona težak mač, a u drugoj štit sa sovjetskim grbom, težak 13 tona. Cijela konstrukcija teži 450 tona. 

## Vanjske poveznice
- «Spomen-područje na slavu „Herojima Staljingradske bitke“ na Mamajevom humku (na ruskom)  Arhivirana inačica izvorne stranice od 4. studenoga 2011. (Wayback Machine)
- Opća informacija o spomen-području (na ruskom)
- Članak posvećen kijevskom spomeniku (na ruskom)